# Bili Vest
Vilijam Ričard "Bili" Vest (engl. Billy West; rođen 16. april 1950. godine) je američki glumac. Najpoznatiji je po ulogama Stimpija u Renu i Stimpiju i Fraja u Futurami. Od igranih filmova, najvažniji je Svemirski basket, gde je obezbedio glasove za Duška Dugouška i Elmera Daveža.
Pored glume, bavi se i muzikom kao gitarista benda Billy West and The Grief Counselors.

## Uloge
- Svemirski basket - Duško Dugouško, Elmer Davež
- Futurama - Fraj, profesor Farnsvort, doktor Zoidberg, Zap Branigen, Ričard Nikson
- Ren i Stimpi - Stimpi, Ren (1993—1996)

## Zanimljivosti
- Bili Vest je na audiciji za Futuramu odmah dobio uloge Zoidberga i profesora Farnsvorta, dok je uloge Fraja i Zapa dobio naknadno. Naime, producenti serije su za ulogu Zapa u vidu imali Fila Hartmana, koji je, međutim, umro pre početka snimanja. Sa druge strane, ulogu Fraja trebalo je da dobije Čarli Šlater;
- Frajev glas je veoma sličan Bilijevom pravom glasu.

## Spoljašnje veze
- Bili Vest на веб-сајту
- Bili Vest на веб-сајту  (језик: енглески)